# Camdonia Chelsea SC
Der Camdonia Chelsea Sports Club ist ein Fußballklub auf St. Vincent und den Grenadinen aus Campden Park.

## Geschichte
Der Klub wurde als Youth Strikers gegründet und erhielt den heutigen Namen dann im Jahr 1995. Der Klub gilt als erster bekannter Meister des Landes, da er in der Spielzeit 1998/99 es auf den ersten Platz der National Club Championship schaffte. Zuvor nahm man auch bereits an der Ausgabe 1998 der CFU Club Championship teil. Hier scheiterte man aber im Viertelfinale bereits mit 0:13 an Caledonia AIA aus Trinidad und Tobago. Als Meister nahm man dann auch an der Ausgabe 2000 wieder teil. Warum auch immer nahm der Klub aber nicht an der Gruppenphase teil, von welcher zuvor das Modell noch geändert wurde.
Ein paar Jahre später findet sich der Klub dann jedoch nur noch in der zweitklassigen First Division wieder. Aufgrund der unterschiedlichen Struktur der Spielklasse änderte sich dies aber auch hin und wieder. Gesichert spielte die Mannschaft dann erstmals in der Spielzeit 2009/10 wieder in der ersten Spielklasse. Von nun an spielte man wieder um die vordersten Plätze in der Liga mit. Am Ende der Spielzeit 2019/20 rutschte man jedoch nach unten ab und konnte mit lediglich 17 Punkten über den zehnten Platz die Liga nicht mehr halten.
In der Runde 2022/23 ist der Klub somit wieder im Spielbetrieb der First Division.

## Erfolge
- Premier League[6]
  - Meister: 1998/99